# Nathan Trott
Nathan Wallace Newman Trott (Bermuda, 21 novembre 1998) è un calciatore inglese, portiere del Cardiff City.

## Carriera

### Club
Trott ha iniziato la sua carriera nel settore giovanile del West Ham Utd con cui ha firmato il primo contratto professionistico nel 2019. Poco dopo è stato ceduto in prestito all'AFC Wimbledon con cui ha giocato una stagione da titolare in Football League One. Rientrato agli Hammers, ha debuttato in prima squadra il 23 gennaio 2021 in FA Cup contro il Doncaster.
Nel luglio 2021 è passato in prestito al Nancy in Ligue 2, e nell'agosto del 2022 è andato con la stessa formula al Vejle. Dopo aver centrato la promozione in Superligaen, il prestito è stato rinnovato anche per la stagione 2023-2024.

### Nazionale
Nato nelle Bermuda, ha giocato con alcune selezioni giovanili locali prima di accettare la convocazione dell'Inghilterra Under-19 per il Campionato europeo under-19.

## Statistiche

### Presenze e reti nei club
Statistiche aggiornate al 27 aprile 2025.
| Stagione        | Squadra         | Campionato      | Campionato | Campionato | Coppe nazionali | Coppe nazionali | Coppe nazionali | Coppe continentali | Coppe continentali | Coppe continentali | Altre coppe | Altre coppe | Altre coppe | Totale | Totale | Totale |
| Stagione        | Squadra         | Comp            | Pres       | Reti       | Comp            | Pres            | Reti            | Comp               | Pres               | Reti               | Comp        | Pres        | Reti        | Pres   | Reti   |        |
| --------------- | --------------- | --------------- | ---------- | ---------- | --------------- | --------------- | --------------- | ------------------ | ------------------ | ------------------ | ----------- | ----------- | ----------- | ------ | ------ | ------ |
| 2019-2020       | AFC Wimbledon   | FL1             | 23         | -32        | FACup+CdL       | 2+0             | -3              |                    | -                  | -                  | FLT         | 1           | 0           | 26     | -35    |        |
| 2020-2021       | West Ham Utd    | PL              | 0          | 0          | FACup+CdL       | 1+0             | 0               |                    | -                  | -                  |             | -           | -           | 1      | 0      |        |
| 2021-2022       | Nancy 2         | N3              | 1          | -1         |                 | -               | -               |                    | -                  | -                  |             | -           | -           | 1      | -1     |        |
| 2021-2022       | Nancy           | L2              | 22         | -45        | CF              | 1               | -2              |                    | -                  | -                  |             | -           | -           | 23     | -47    |        |
| 2022-2023       | Vejle           | 1D              | 11+9       | -6 + -9    | CD              | 5               | -2              |                    | -                  | -                  |             | -           | -           | 25     | -17    |        |
| 2023-2024       | Vejle           | SL              | 22+9       | -26 + -9   | CD              | 0               | 0               |                    | -                  | -                  |             | -           | -           | 31     | -35    |        |
| Totale Vejle    | Totale Vejle    | Totale Vejle    | 33+18      | -32 + -18  |                 | 5               | -2              |                    | -                  | -                  |             | -           | -           | 56     | -52    |        |
| 2024-2025       | Copenaghen      | SL              | 14+3       | -16 + -6   | CD              | 3               | -1              | UECL               | 5+5                | -2 + -8            |             | -           | -           | 30     | -33    |        |
| Totale carriera | Totale carriera | Totale carriera | 114        | -150       |                 | 12              | -8              |                    | 10                 | -10                |             | 1           | 0           | 137    | -168   |        |

## Palmarès

### Club

#### Competizioni nazionali
- 1. Division: 1

Vejle: 2022-2023
- Campionato danese: 1

Copenhagen: 2024-2025
- Coppa di Danimarca: 1

Copenhagen: 2024-2025

### Nazionale
- Campionato d'Europa Under-19: 1

Georgia 2017